# Ansedel
En ansedel är inom släktforskningen en blankett där man samlar olika uppgifter om en person (en förfader, en ana). Det kan till exempel vara namn, födelsedatum, födelseort, dödsdatum, dödsort, yrke, hemort, hur man har flyttat, om man är gift, skild eller om man har barn.